# Le Val-de-Gouhenans
Le Val-de-Gouhenans település Franciaországban, Haute-Saône megyében. Lakosainak száma 66 fő (2022. január 1.). Le Val-de-Gouhenans Vouhenans, Les Aynans és Gouhenans községekkel határos.

## Népesség
A település népességének változása:
| Lakosok száma | 65   | 64   | 68   | 66   | 66   | 67   | 66   | 67   | 66   |
|               | 2013 | 2015 | 2016 | 2017 | 2018 | 2019 | 2020 | 2021 | 2022 |